# Charles J. Guiteau
Charles Julius Guiteau (Freeport, Illinois (USA), 8 de setembre, 1841 - Washington D.C. 30 de juny, 1882) va ser un escriptor i advocat nord-americà conegut per assassinar el president dels Estats Units James A. Garfield el 2 de juliol de 1881.1 2 Per aquest motiu, va ser ajusticiat a la forca cinc mesos després.
Estudià Dret i després es dedicà a la literatura, fracassant en ambdues professions.